# Martin Wilk
Martin Wilk (ur. 1922, zm. 2013) – kanadyjski statystyk, współtwórca (wspólnie z Samuelem Shapiro) testu Shapiro-Wilka.